# Lee Sang-su
Lee Sang-su (Koreaans: 이•상수; Seoel, 13 augustus 1990) is een Zuid-Koreaans professioneel tafeltennisser. Hij speelt rechtshandig met de shakehand-grip.
In 2016 (Rio de Janeiro) en 2020 (Tokio) nam hij namens zijn land deel aan de Olympische spelen en werd beide keren vierde met het team.

## Belangrijkste resultaten
- Zilver in het gemengd dubbelspel op de wereldkampioenschappen 2013 met Park Young-sook.
- Brons in het enkelspel op de wereldkampioenschappen 2017.
- Brons met het team op de wereldkampioenschappen 2018.
- Brons in het mannen dubbelspel op de wereldkampioenschappen 2023 met Cho Dae-seong.